# Eminenza

Tiziano, Ritratto di Pietro Bembo

Eminenza è il trattamento che attualmente spetta ai cardinali della Chiesa cattolica, agli arcivescovi e ai metropoliti delle chiese ortodosse e a certi membri di famiglie aristocratiche. È abbreviato in S.Em. o V.Em.

## Utilizzi

### Nella Chiesa cattolica
Secondo la concessione fatta da papa Urbano VIII il 10 giugno 1630 il trattamento di eminenza fu riservato ai cardinali e agli arcivescovi elettori del Sacro Romano Impero, cioè gli arcivescovi di Magonza, Treviri e Colonia. Il trattamento rimanda al grande prestigio di cui godono i cardinali, chiamati anche «principi della Chiesa». I vescovi invece sono appellati con il trattamento di eccellenza.

Il trattamento completo riservato alla porpora cardinalizia è "Sua Eminenza Reverendissima", tuttavia l'istruzione Ut sive sollicite della Segreteria di Stato della Santa Sede rese opzionale l'aggettivo "Reverendissima":
(Segreteria di Stato della Santa Sede, Ut sive sollicite, 31 marzo 1969)
In certi casi, specialmente un tempo, i cardinali di nobili natali erano chiamati "Sua Eminenza Illustrissima e Reverendissima"
I patriarchi cattolici di rito orientale (anche quando sono cardinali) sono appellati invece con il trattamento di "Sua Beatitudine", poiché il trattamento di "Sua Santità" è riservato solo al Papa.
Il gran maestro dell'ordine di Malta ha diritto al trattamento di "altezza eminentissima".